# Hipericină
Hipericina este o biantronă, un derivat al antrachinonei de culoare roșie, care, împreună cu hiperforina, reprezintă constituenții activi principali din speciile de Hypericum (sunătoare). Hipericina are proprietăți antibiotice, antivirale și poate fi un inhibitor nespecific pentru kinază.